# Fossa temporalis

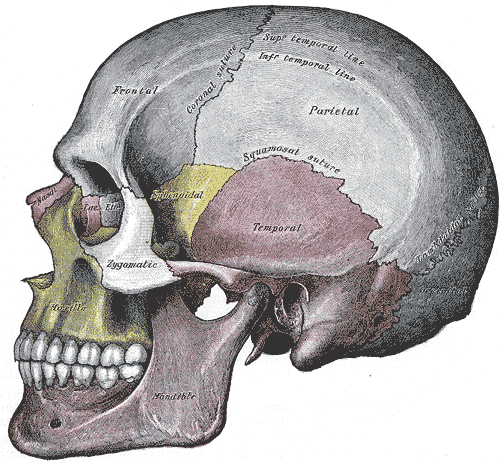
Lateral vy av kraniet. Fossa temporalis syns tydligt som en halvbåge som sträcker sig över kraniets ben.
Illustration: Gray's Anatomy, 1918. (PD)

Fossa temporalis är fossa, det vill säga en grund fördjupning, på kraniets bägge sidor.
Fossa temporalis gränser tecknas tydligt av linea temporalis. Fossan täcker delar av pannbenet (os frontale), hjässbenet (os parietale) tinningbenet (os temporale) och kilbenet (os sphenoidale). Nedtill avgränsas fossan av arcus zygomaticus.
M. temporalis har sitt ursprung i fossa temporalis.